# Картофельный гатто
Картофельный гатто (итал. gattò di patate; также gatò, gâteau или gateaux) — картофельный пирог или запеканка, типичная для неаполитанской кухни. Сегодня широко распространён во всех регионах Италии и часто употребляется как самостоятельное блюдо.

## Этимология
Слово gattò происходит от французского gâteau, что означает «сладкий». Термин gâteau по-прежнему используется для обозначения картофельного гатто, но в общем смысле, поскольку традиционно десерты также могли быть солёными или кисло-сладкими, как парфе и сырные блюда, типичные для средневековья. Термин gâteau очень общий и может обозначать любой тип солёного или сладкого пирога, в частности, его более правильно переводить как «картофельный пирог».

## История
После 1768 года, со свадьбой королевы Обеих Сицилий Марии Каролины Австрийской, Неаполь стал местом встречи великих европейских кухонь. Новая королева укрепила французский вкус в южной столице и обычай доверять кухню «мсье» (monsieurs), заслуженным поварам, которых с тех пор неаполитанцы стали называть «monzu», а сицилийцы «monsù», искажая французский термин. Через несколько десятилетий некоторые традиционные неаполитанские и сицилийские блюда получили французские названия: gattò, la pasta al gratin, crocchè, ragù, sartù di riso, supplì.

## Ингредиенты и приготовление
Ингредиенты могут отличаться в зависимости от региона и личного вкуса. Базовый рецепт обычно включает следующие ингредиенты:
- 1 кг картофеля, желательно белого
- 50 г сливочного масла для пюре и для сковороды
- 1-2 яйца
- 150 г варёной ветчины или мортаделлы (нарезанной[как?] или нарезанной кубиками)
- 100 г сыра скаморца (или копчёной проволы)
- 50-100 г тёртого сыра пармезан
- 100 г моцареллы
- соль, перец, панировочные сухари по вкусу

Количество может варьироваться, можно добавить молоко, салями, петрушку, мускатный орех, оливковое масло первого отжима и т. д.; если используется моцарелла, желательно не добавлять молоко.
Картофель отваривают, очищают, затем протирают. Добавляют сливочное масло (или оливковое масло), пармезан, яйца, ветчину или мортаделлу, нарезанную кубиками скаморцу и моцареллу и хорошо перемешивают пюре в миске. Затем пюре выливают в сковороду и, хорошо разгладив его лопаткой, посыпают поверхность панировочными сухарями и завитками сливочного масла. Приготовление происходит в духовке до образования золотистой корочки. Его можно подавать горячим, особенно если используется моцарелла, или холодным.